# Sin/Pecado
Sin/Pecado (portugalski: "Bez/Grijeh(a)") treći je studijski album portugalskog gothic metal-sastava Moonspell. Album je 26. siječnja 1998. godine objavila diskografska kuća Century Media Records.

## O albumu
Albumom Sin/Pecado Moonspell se i dalje odmiče od svojeg prethodnog black metal glazbenog stila, snimajući uradak koji stilistički pripada žanrovima gothic i doom metala, ali koji sadrži i mnoštvo elektroničkih elemenata, što ga, prema nekim kritičarima, svrstava i u žanr gothic rocka. Eksperimenti s glazbenim stilom podijelili su obožavatelje skupine. Ovo je prvi album sastava na kojem se ne pojavljuje basist João Pedro (Ares), koji je napustio grupu zbog sukoba s njenim ostalim članovima.
U Francuskoj je album bio prodan u preko 12.000 primjeraka.

## Popis pjesama
Tekstovi: Fernando Ribeiro. 
| 1.    | »Slow Down!«                    | 0:39 |
| 2.    | »HandMadeGod«                   | 5:33 |
| 3.    | »2econd Skin«                   | 4:51 |
| 4.    | »Abysmo«                        | 4:58 |
| 5.    | »Flesh«                         | 3:04 |
| 6.    | »Magdalene«                     | 6:15 |
| 7.    | »V.C. (Gloria Domini)«          | 4:58 |
| 8.    | »EuroticA«                      | 3:49 |
| 9.    | »Mute«                          | 5:57 |
| 10.   | »Dekadance«                     | 5:49 |
| 11.   | »Let the Children Cum to Me...« | 6:52 |
| 12.   | »The Hanged Man«                | 6:26 |
| 13.   | »13!«                           | 2:42 |
| 61:53 |                                 |      |

## Recenzije
Steve Huey, glazbeni kritičar sa stranice AllMusic, dodijelio je albumu tri od pet zvjezdica te je komentirao: "Moonspell na Sin/Pecadu nastavlja istraživati spori gothic doom metal, uz povremenu pojavu glazbenih uzoraka i elektroničkih ritmova unutar atmosferičnih aranžmana. Međutim, grupa još uvijek nije posve postigla sjaj svojeg debitantskog albuma Wolfheart".

## Zasluge
| Moonspell - Pedro Paixão – klavijature, glazbeni uzorci, programiranje - Miguel Gaspar – bubnjevi - Fernando Ribeiro – vokali - Ricardo Amorim – gitara - Sérgio Crestana – bas-gitara Dodatni glazbenici - Birgit Zacher – vokali (na pjesmi 5) | Ostalo osoblje - Waldemar Sorychta – produkcija, miksanje - Siggi Bemm – miksanje - Rolf Brenner – naslovnica, dizajn, fotografija - Markus Freiwald – predprodukcija - Miriam Carmo – model na naslovnici - Carsten Drescher – umjetnički direktor |